# Ola By Rise
Ola By Rise, född 14 november 1960 i Trondheim, är en norsk före detta fotbollsspelare (målvakt) och tränare. Han spelade hela sin karriär i Rosenborgs BK.

## Meriter
By Rise var reservmålvakt för det norska landslaget i Fotbolls-VM 1994.
Han vann sju norska mästerskap och fyra cuptitlar på 1980- och 1990-talen med Rosenborgs BK. Han har även sju mästerskapstitlar och två cuptitlar med Rosenborg som tränare eller assisterande tränare.